# Ferdinand Sládek
Ferdinand Rudolf Sládek (19. května 1872 Ledenice – 30. května 1943 Praha) byl český sběratel lidových písní a hudební skladatel.

## Život
Otec skladatele byl řezníkem a hostinským v Ledenicích. Syn vystudoval reálku v Českých Budějovicích a Učitelský ústav v Soběslavi. V roce 1895 vstoupil na Pražskou konzervatoř, na varhanní oddělení. Stal se učitelem, nejprve učil v Českém Krumlově, později v Proseku. Od roku 1902 byl učitelem v Praze – Karlíně. V době 1. světové války sloužil v armádě a od roku 1920 až do odchodu do důchodu byl v Karlíně řídícím učitelem.
40 let svého života strávil sběrem jihočeských písní. Podle vlastních záznamů navštívil více než 70 vesnic, vyslechl a zaznamenal přes 170 zpěváků a zpěvaček. Jeho sbírka obsahuje na 3000 písní. Písně upravoval a vydával v početných sbírkách, čímž se velice zasloužil o popularizaci lidové písně. Byl autorem řady školních zpěvníků a na podkladě lidových písní komponoval instruktivní skladby pro výuku klavíru a houslí.

## Dílo

### Úpravy lidových písní
- Trocnovské písně op. 9
- Třeboňské písně op. 20
- Náš poklad op. 25 a op. 26
- Slovácké piesničky op. 37
- Z Jiráskova kraje op. 40
- Zahrajte mi na housličky op. 42
- Jihočeské písničky op. 44
- Tance z Piešťan op. 50
- Z českého jihu op. 52 a op. 54
- Slovenské tance a piesně op. 67
- České tance op. 75

### Pedagogické práce
- Zpěvník pro školy obecné a měšťanské op. 15(8 dílů, vydáváno od roku 1900)
- Škola zpěvu pro školy obecné, měšťanské i pro střední op. 23
- Nová škola zpěvu pro školy měšťanské (1931)
- Škola zpěvu podle nových osnov pro školy obecné (1931)
- Lidové tance v dívčím tělocviku op. 45
- Zpevník pre školy slovenské (3 díly, 1919)
- Zpěvník pro školy ménětřídní op. 48 (1922)
- Zpěvník pro školy mateřské
  - 1. díl: Jaro –léto
  - 2. díl: Podzim – Zima

### Dětské a školní skladby
- Slavnosti školní op. 29
- Písně Husovy op. 40
- Rolničky op. 46b
- Písně a sbory ke školním slavnostem op. 57
- Krakonoš op. 58 (dětská hra, 1930)
- Pochodem op. 60
- Národní svátek op. 64
- Za vodou op. 73
- Nálady dívčí op. 72

Kromě toho komponoval instruktivní skladby pro klavír, písně a sbory. Je rovněž autorem řady chrámových skladeb, které zůstaly většinou v rukopise.